# Platyptiliini
De Platyptiliini zijn een geslachtengroep van vlinders in de familie van de vedermotten (Pterophoridae).

## Geslachten
- Platyptilia
- Sphenarches
- Stenoptilia